# Jezioro Kiersztanowskie
Jezioro Kiersztanowskie – jezioro rynnowe na Pojezierzu Mrągowskim w województwie warmińsko-mazurskim, w powiecie mrągowskim, w gminie Mrągowo.

## Dane morfometryczne
Jezioro ma powierzchnię 148,6 ha, długość 4,3 km, szerokość do 490 m i maksymalną głębokość 32,5 m.

## Charakterystyka
Oś jeziora ukierunkowana jest na linii północ – południe. Na południowym krańcu jeziora położona jest wieś Kiersztanowo. Przez Kiersztanowo przepływa odcinek rzeki Dajny, łączący jezioro Juno z Jez. Kiersztanowskim. Od wschodniej strony jeziora położona jest wieś Lembruk. Na wzgórzu morenowym obok wsi w czasie II wojny światowej znajdował się zespół radiostacji obsługujących Wilczy Szaniec. W sezonie turystycznym po jeziorze kursuje prom spacerowy. Łączy on pole biwakowe na wschodnim brzegu jeziora z ośrodkiem wypoczynkowym położonym na drugiej stronie jeziora koło wsi Gizewo.
Rzeka Dajna łączy Jez. Kiersztanowskie z Jez. Dejnowa.